# Iulian Ciorbă
Iulian Ciorbă (n. 1888, Tiha-Bârgăului a fost un deputat în Marea Adunare Națională de la Alba Iulia, organismul legislativ reprezentativ al „tuturor românilor din Transilvania, Banat și Țara Ungurească”, cel care a adoptat hotărârea privind Unirea Transilvaniei cu România, la 1 decembrie 1918.:p. 77

## Biografie
Iulian Ciorbă a profesat ca preot la Maieru iar din 1919 a fost președinte al C.N.R. din aceeiași comună.:p. 119

## Activitatea politică

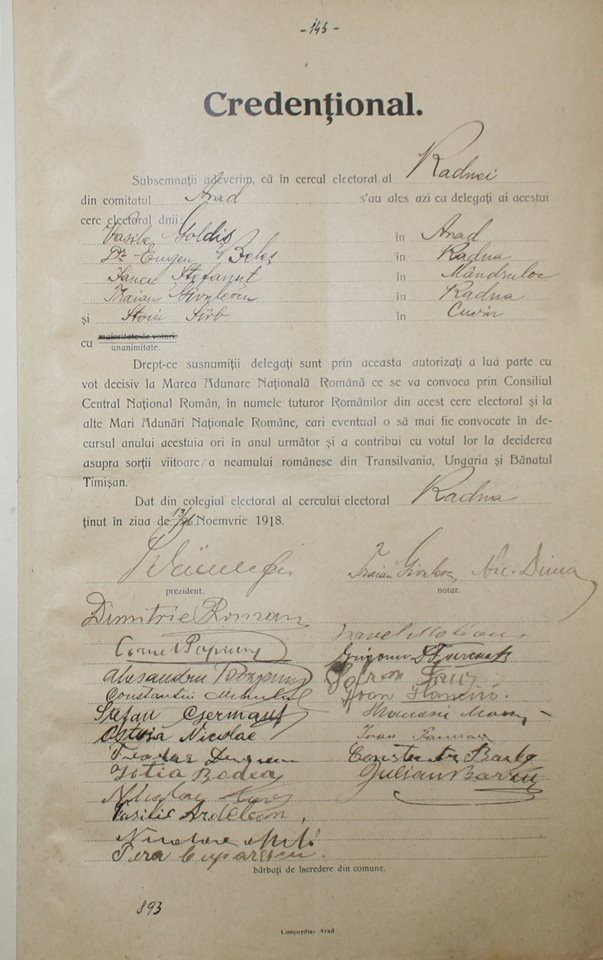
Credențional

Ca deputat în Adunarea Națională din 1 decembrie 1918 a reprezentat, ca delegat de drept, cercul electoral Năsăud.:p. 119